# 波斯尼亚和黑塞哥维那
波斯尼亞和黑塞哥維那（波斯尼亞語：／），簡稱波黑，有時亦簡稱為波士尼亞（波斯尼亞語：／），是歐洲東南部巴爾幹半島西部的多山國家，首都薩拉熱窩。該國擁有約20公里亞得里亞海海岸線，北及西南接克羅地亞，東鄰塞爾維亞，東南毗黑山。地形以迪納拉山脈為主體，波斯尼亞地區屬溫帶大陸性氣候，黑塞哥維納則呈現地中海氣候特徵。
波黑歷史可追溯至舊石器時代晚期，新石器時代的布特米爾文化與武切多爾文化在此發展。公元前1世紀被納入羅馬帝國達爾馬提亞行省，斯拉夫人於6至9世紀遷入。12世紀成立的波斯尼亞巴納特為首個獨立政體，14世紀升格為波斯尼亞王國並成為巴爾幹西部強權。1463年遭鄂圖曼帝國征服並引入伊斯蘭教，19世紀末轉由奧匈帝國管治。1914年薩拉熱窩事件在此爆發，成為第一次世界大戰導火線。二戰後作為加盟共和國加入南斯拉夫社會主義聯邦共和國，1992年經公投獨立後爆發波黑戰爭，直至1995年《岱頓協定》確立現行憲政架構。
根據2023年統計，波黑人口約340萬，主要民族為波士尼亞克人（約40%）、塞爾維亞人（約33%）與克羅地亞人（約20%），另有羅姆人、猶太人等17個受認可少數族群。官方語言為波斯尼亞語、塞爾維亞語和克羅地亞語，主要宗教包括伊斯蘭教、東正教與天主教。
政治體制上，波黑實行三族輪任主席團制度，立法機構為兩院制議會。國家由高度自治的波黑聯邦（波士尼亞克族與克羅地亞族為主）和塞族共和國（塞爾維亞族為主）及直屬中央的布爾奇科特區組成。經濟屬發展中國家，2023年GDP約272億美元，主要產業為礦業、金屬加工與旅遊業。該國自2010年起為北約成員候選國，2022年獲歐盟候選國地位。
該國國名源自波斯尼亞（以波斯尼亚河命名）和赫塞哥維納（意為「公爵領地」）兩個歷史地理區域。現行國旗與國徽均採用藍底黃三角及星辰設計，象徵三大主要民族與歐洲整合願景。

## 历史
最晚在舊石器時代晚期，波黑地域已經有先民聚居，斯托拉茨巴丹吉洞穴古遺址距今超過一萬二千年，是目前已知的歐洲東南部最早的洞穴古遺址。
此外，新石器时代的文物也時有發現，當時的居民为伊利里亚人。波黑地域于公元前168年由罗马帝国占领。455年时东哥特人将该地区占领，6世纪时东哥特人被拜占庭击败，现波士尼亞與赫塞哥維納南部地区一度成为拜占庭帝国的一部分。
阿瓦尔人于6世纪和7世纪时开始入侵，塞爾維亞人和克罗地亚人也相继进入巴尔干半岛。在接下来的几个世纪内，波士尼亞以及赫塞哥維納地区多次分属周围的各个国家。1377年时特弗尔特科·科特罗曼尼奇（Tvrtko Kotromanić）建立了一个独立的波斯尼亚王国，但1463年时奥斯曼帝国入侵，波士尼亞被奥斯曼帝国所併吞。
在奥斯曼帝国统治时期，以武力、宗教人头税等方式迫害当地塞尔维亚人和克罗地亚人。并规定凡是穆斯林，可进入上层社会；农民如改信伊斯兰教，可免交某些捐税。過去的學者認為，在现今波士尼亞與赫塞哥維納境内的穆斯林族大多是由于这种政策所造成的。然而近年來的研究則認為波斯尼亞人改信伊斯蘭教多數並非被迫。
奥斯曼帝國占领区儿童从小脱离父母和家庭，进行集中教育和培养，使之成为近卫军的一种兵源，迫使塞尔维亚人和克罗地亚人后代突厥化。他们还将其占领地区的人分等级，给予不同地位。凡是为其统治服务、效力的地主、军人等享有很高的地位，而仍旧信仰基督教的塞尔维亚人和克罗地亚人普通平民则被称为“赖雅”。
1908年波斯尼亚和黑塞哥维那一起成为奥匈帝国的领地，1914年奥匈帝国皇储斐迪南大公在萨拉热窝被塞族民族主义者所刺杀（參見萨拉热窝事件），直接导致第一次世界大战的爆发。战后波士尼亞與赫塞哥維納成为塞尔维亚人、克罗地亚人和斯洛文尼亚人王国的一部分，该王国后来更名为南斯拉夫王国。
第二次世界大战期间，波士尼亞與赫塞哥維納成为納粹德國及意大利王國的傀儡政权克罗地亚独立国领地的一部分，战后以波士尼亞與赫塞哥維納社會主義共和國的名義又重归铁托领导下的南斯拉夫。此时的波士尼亞與赫塞哥維納正式确认为南斯拉夫的一个联邦共和国，其边界采用的是奥斯曼帝国时期的边界，與當地实际民族的分布颇有出入。
70年代，南斯拉夫承认“讲塞尔维亚-克罗地亚语的伊斯兰教徒”为穆斯林族（即波黑独立后的波士尼亞克人），使原本构成南斯拉夫主体的民族由五个提升到六个。新承认的穆斯林族，人口次于塞尔维亚人和克罗地亚人位居南斯拉夫第三位。
1992年2月19日，波士尼亞與赫塞哥維納在境內塞爾維亞人抵制的情况下，就独立问题举行公民投票。投票结果显示，约占人口62.8%的穆斯林族和克罗地亚族支持独立。3月3日，波士尼亞與赫塞哥維納议会在塞爾維亞人议员缺席抵制的情况下宣布独立，致使民族矛盾激化。4月6日，就在欧洲共同体承认波斯尼亞和黑塞哥維那共和國独立的當天，其境内5个塞爾維亞人自治区宣布联合成立塞族共和国，独立于波士尼亞與赫塞哥維納之外，但依然留在南斯拉夫社會主義聯邦共和國之内。塞尔维亚人的行动立即招致了波士尼亞與赫塞哥維納政府的镇压，驻扎在波士尼亞與赫塞哥維納境内的南斯拉夫人民军亦遭穆斯林和克罗地亚两族武装部隊的攻击。4月7日，南斯拉夫人民军出动飞机轰炸了克罗地亚族武装力量的弹药库，武装冲突骤然升级。冲突由首都萨拉热窝向外蔓延，酿成全面内战。
1994年3月波士尼亞與赫塞哥維納境內的穆斯林和克羅埃西亞人雙方同意共组联邦，以共同对抗境內塞爾維亞人。1995年11月21日各方签署代顿和平协定，结束内战，并把波士尼亞與赫塞哥維納分为波黑联邦以及塞族共和国两个实体。在這次的内战中波士尼亞與赫塞哥維納境內共有20万人死亡，超过200万人流离失所。战争结束後，北约在波士尼亞與赫塞哥維納的境內继续驻扎维和部队，2004年底由欧盟所取代。
2006年10月1日，大选举行。10月18日，中央选举委员会公布波什尼亚克族的哈里斯·西拉伊季奇、塞尔维亚族的内博伊沙·拉德马诺维奇和克罗地亚族的熱利科·科姆希奇当选为主席团成员。议会代表院42个席位中，民主行动党获得9席，波黑党获得8席，独立社会民主联盟和波黑社会民主党分别获得7席和5席，余下席位被其他一些政党和政党联盟获得。2007年2月9日，以尼科拉·什皮里奇为部长会议主席的政府宣誓就职。
2014年2月4日，發生反政府示威，或被称为“波斯尼亚之春”，这场始于北部城镇图兹拉的示威的名字来源于阿拉伯之春。起因是来自几家破产的私人企业的工人联合起来要求政府创造更多就业机会，付清工资，支付养老金。很快这场示威蔓延到国内其他地方，在近20个城镇均有暴力冲突报道，其中以萨拉热窝、泽尼察、莫斯塔尔、比哈奇、布尔奇科、图兹拉最大。据波斯尼亚新闻媒体报道在示威中有有数百人受伤，包括许多警察。另外在巴尼亚卢卡也有数百人集会支持反政府示威。

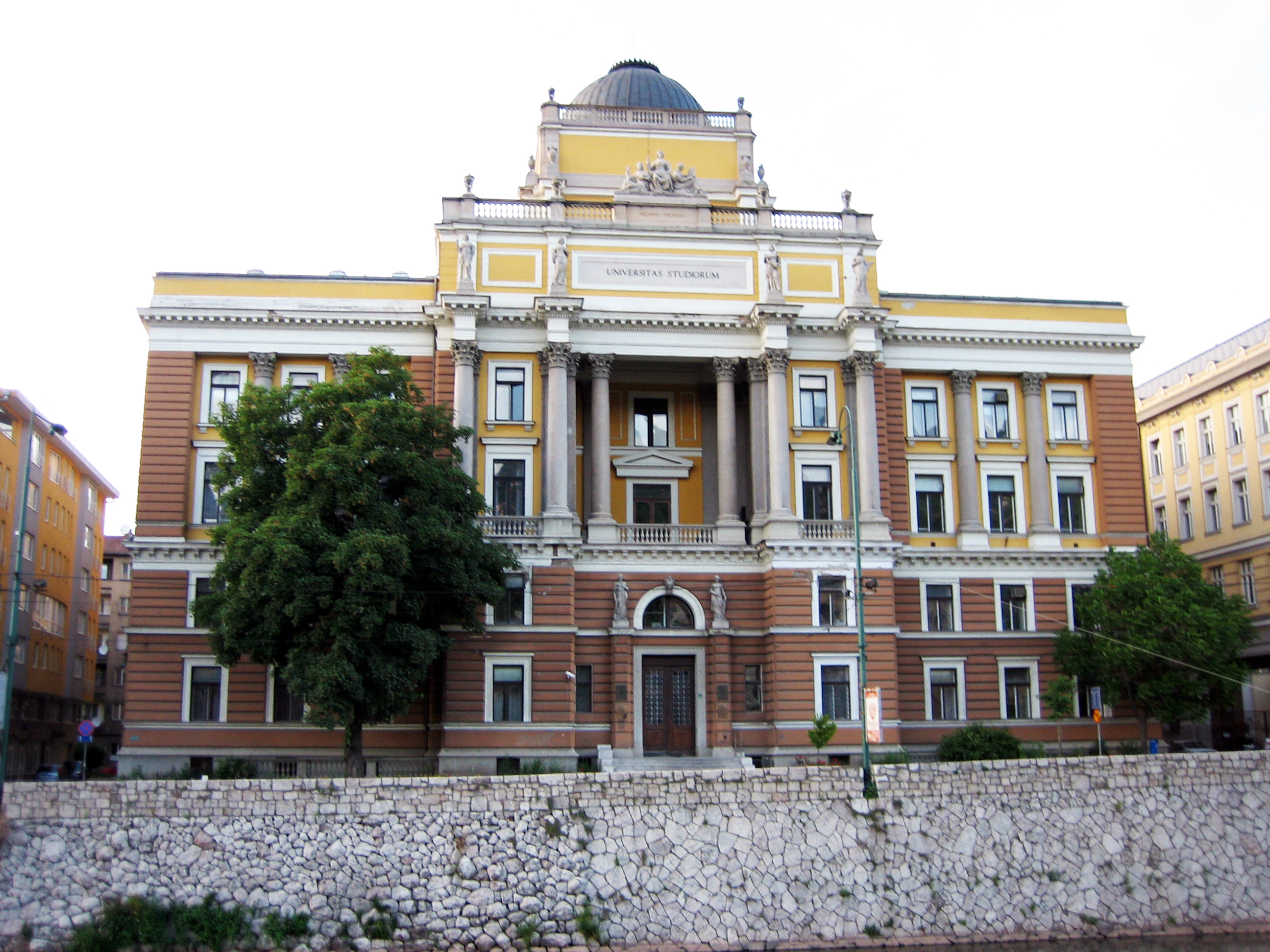
塞拉耶佛大學
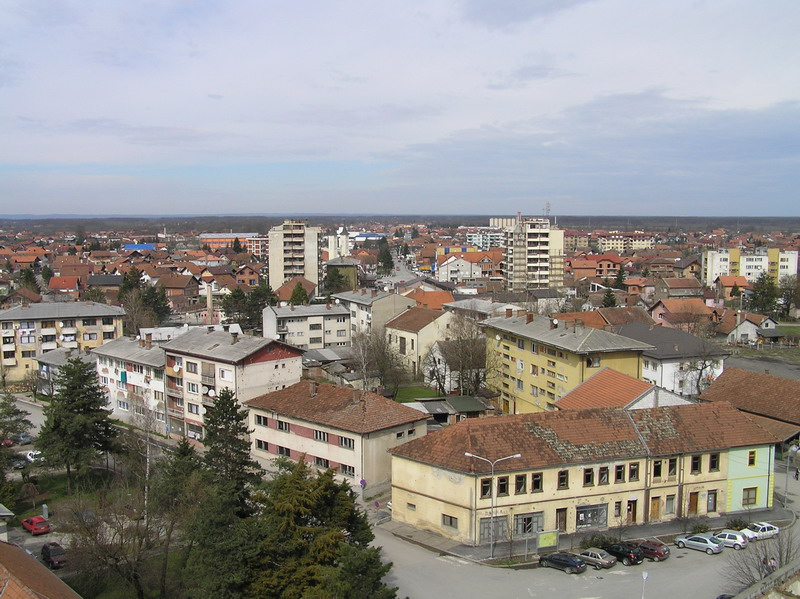
奥扎克
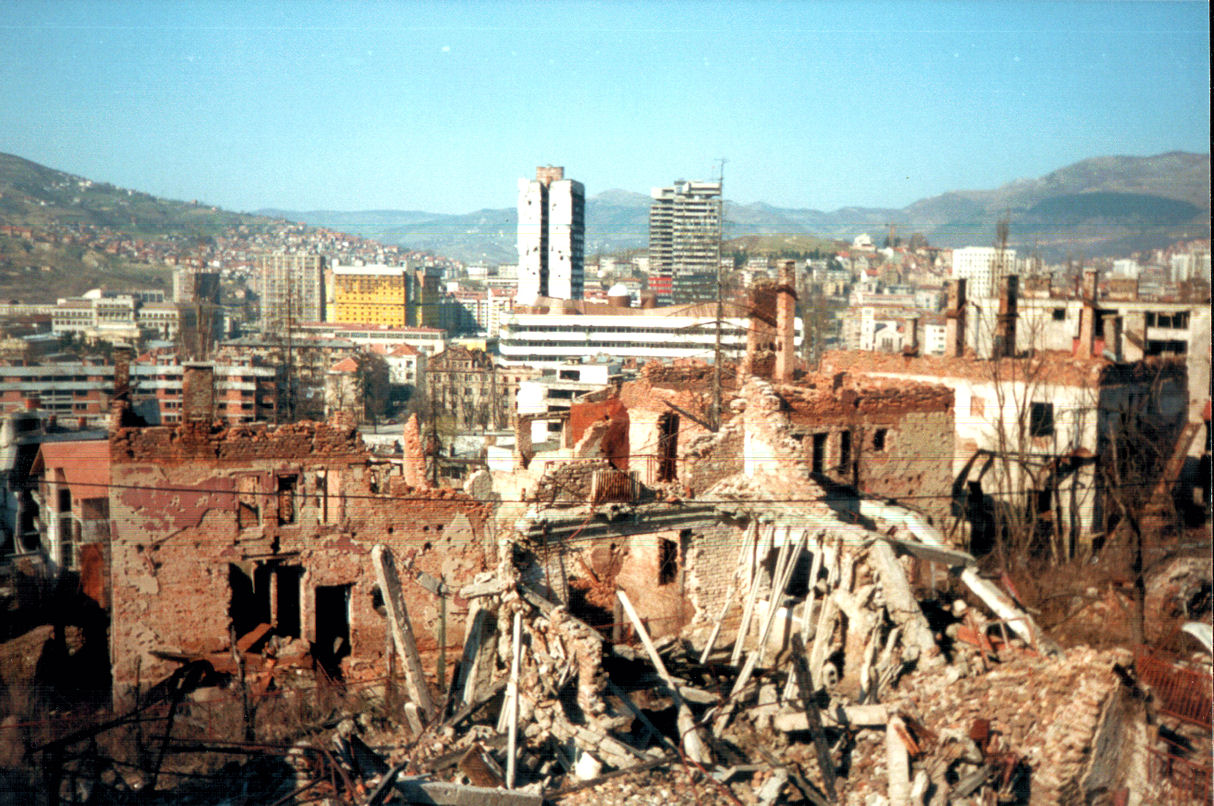
1995年围困升级后的萨拉热窝
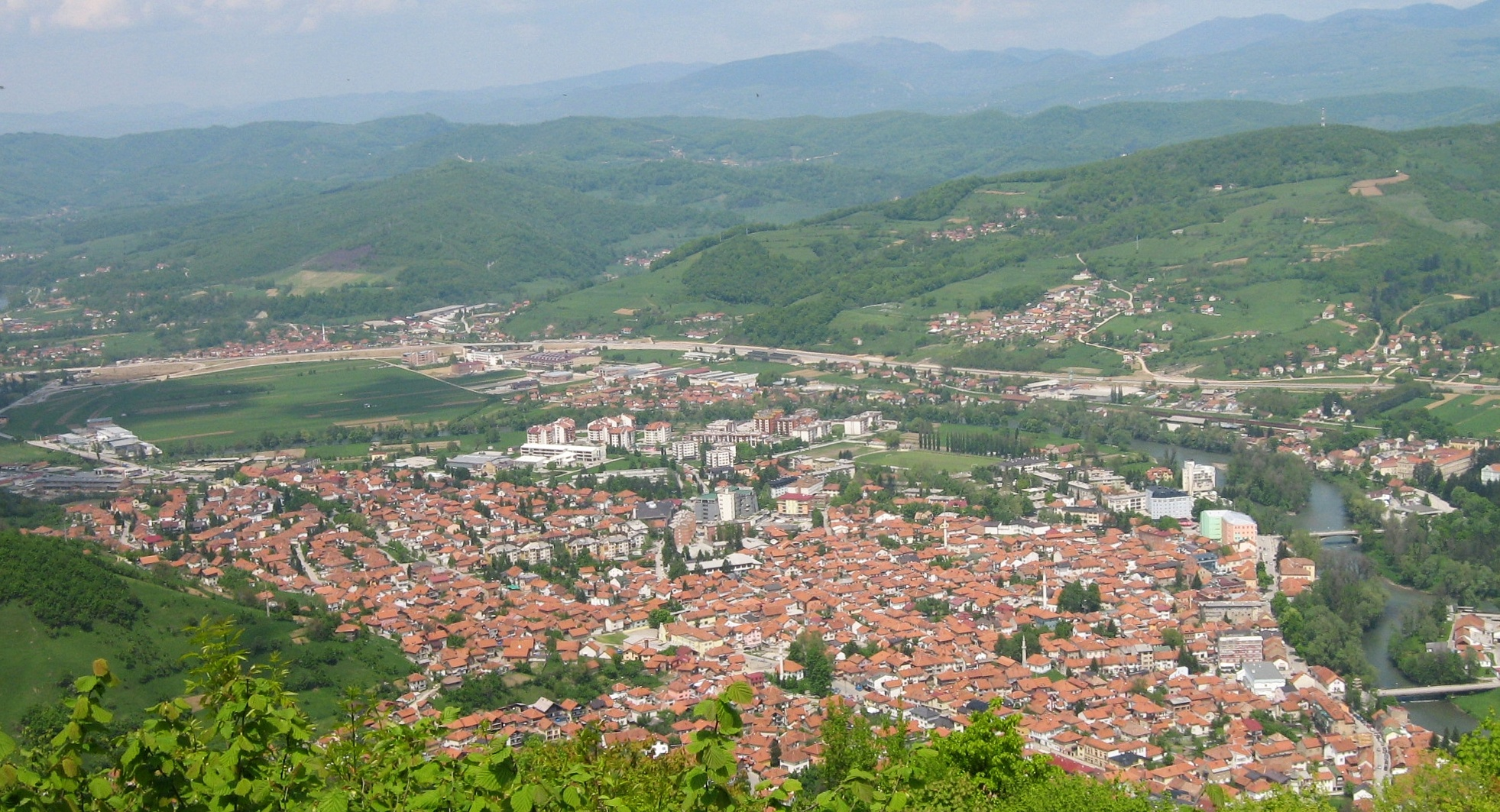
維索科
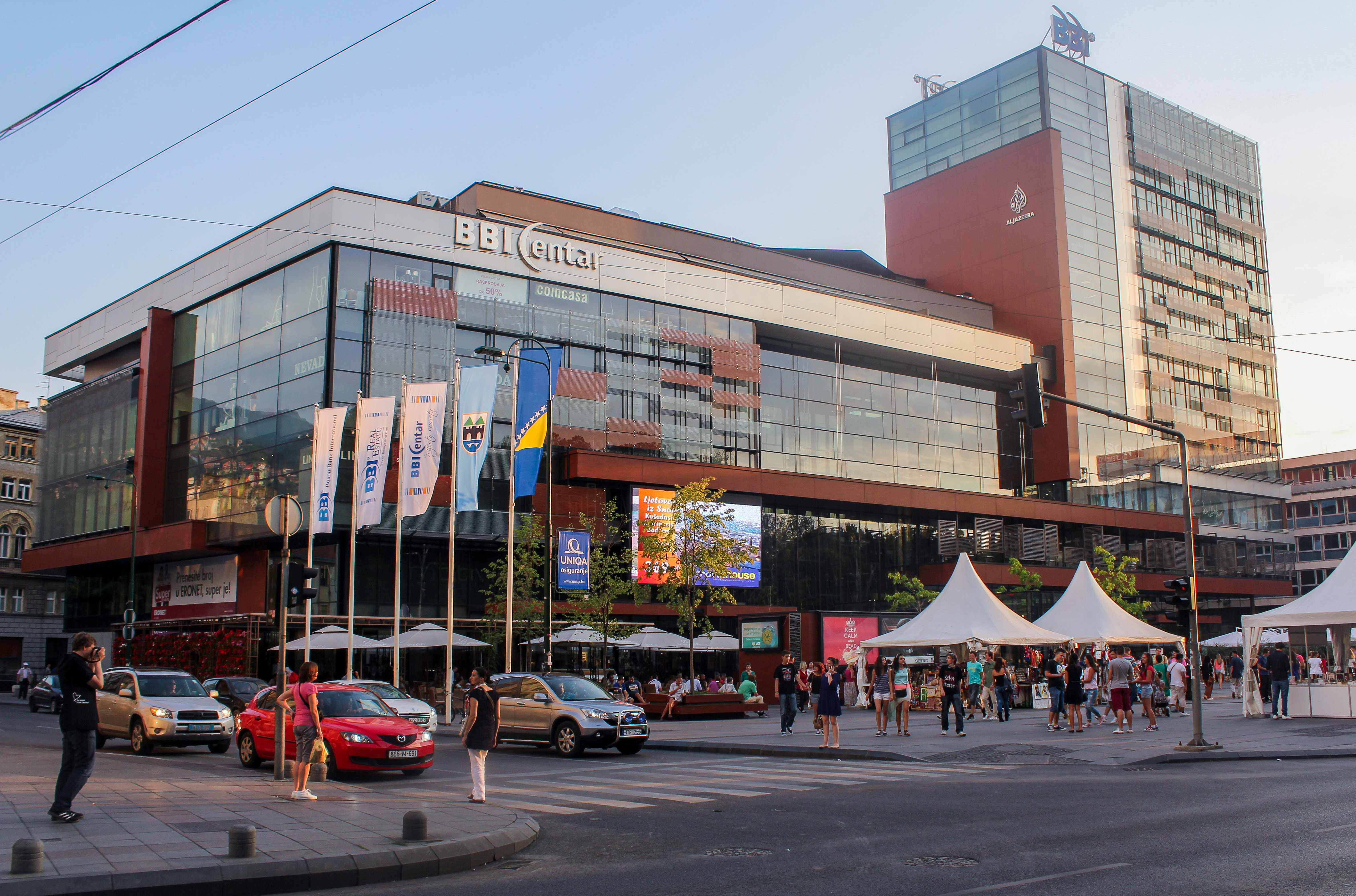
位于萨拉热窝的BBI商业购物中心，该中心还是半岛电视台巴尔干半岛分台总部

## 政治
波士尼亞與赫塞哥維納主席團由三人所组成，每人各属一个民族（波什尼亚克族、塞尔维亚族、克罗地亚族），任期为四年，四年中每人轮流就任八个月主席团主席职位。主席团成员由人民直选，其中波黑联邦选出波什尼亚克族、克罗地亚族成员，塞族共和国选出塞尔维亚族成员。
主席团提名部长会议主席，由议会通过。部长会议主席负责任命各部长。
波斯尼亚和黑塞哥维那议会拥有立法权，分为两院：人民院有15名成员，每个民族各5名；代表院有42名代表，三分之二来自波黑联邦，三分之一来自塞族共和国。
波士尼亞與赫塞哥維納憲法法院掌握波士尼亞與赫塞哥維納全國的最高司法权，由9名法官组成，其中四人为波黑联邦所选出，二人为塞族共和国选出，三人由欧洲人权法院选出，并且不能是波士尼亞和黑塞哥維那或波士尼亞與赫塞哥維納邻国的公民。

## 行政区划
根据1995年11月21日所签署的岱顿协定，波士尼亞與赫塞哥維納境內被区分为两个实体：波赫联邦与塞族共和国，双方各自统领一半的国土，拥有自己的首都、政府、國旗、國徽、總統、議會等。
其中，波黑联邦下辖10个州，州之下再划分为79个市镇。塞族共和国则直接划分为64个市镇。
位于该国北部的布爾奇科特區是在2000年从两个实体划出的领土上设立的。在官方上该特区同时属于两个实体（名义上共管），但实际上不受任何一个实体管辖，而是以去中心化的地方政府来运作的。在选举事务中，该特区的居民可以选择参加波黑联邦或者塞族共和国的选举。在统计中，该特区视为一个市镇。

## 地理

波斯尼亚黑塞哥维那地形图

波士尼亚和黑塞哥维那位于巴尔干半岛西部，邻国有克罗地亚、塞爾維亞以及蒙特內哥羅。境内90%为崎岖山地，迪納拉山脈斜贯西部，与克羅埃西亞沿海地区相隔，西南部为石灰岩高原；平原仅限于河流两岸。萨瓦河（多瑙河支流）为北部与克羅埃西亞的边界。南部在亚得里亚海上只有一个20公里长的出海口内乌姆。
大部分地区属于温带大陆性气候，南部属于亚热带地中海气候。
主要城市有萨拉热窝、巴尼亞盧卡、图兹拉與莫斯塔尔等。

## 经济

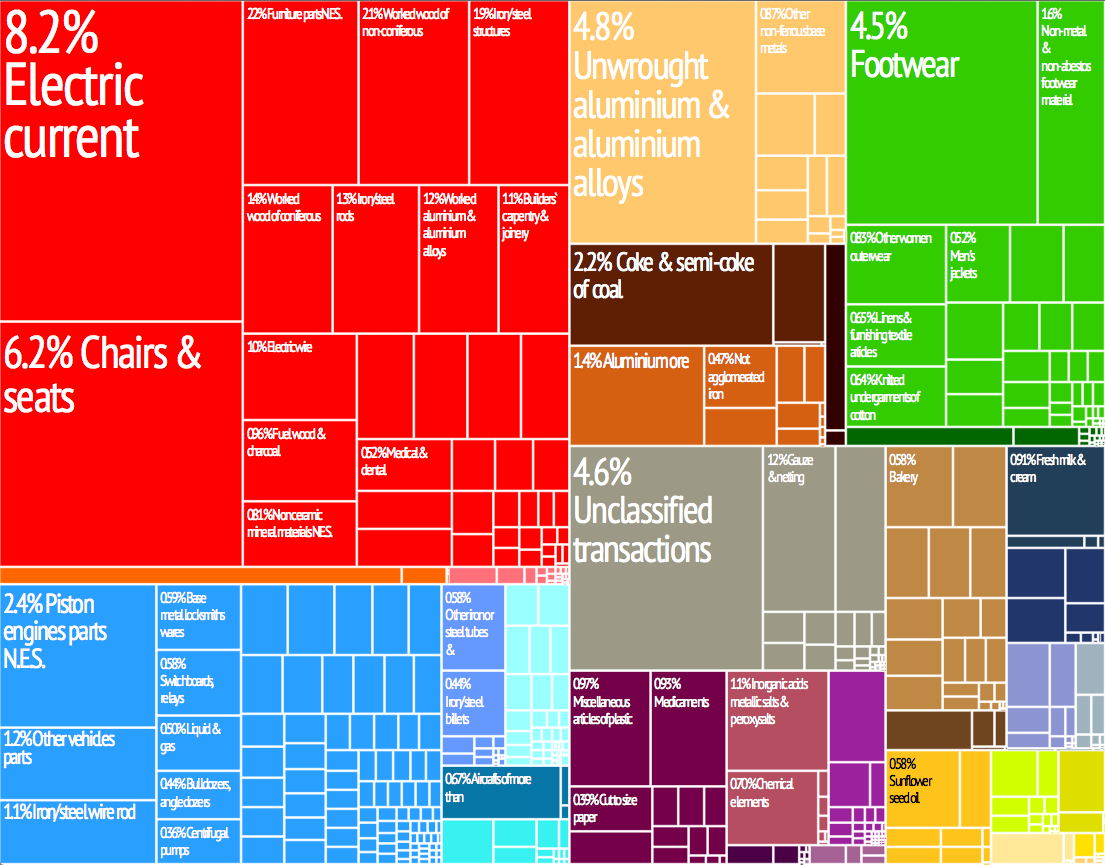
用颜色编码的28种波斯尼亚和黑塞哥维那产品出口资料图解（2009年资料）

波士尼亞與赫塞哥維納在南斯拉夫时期便是联邦内较贫穷的地区之一，独立后又发生了内战，经济受到严重损害。目前波黑经济正在渐渐复苏，同时还要进行从计划经济到市场经济的转型。
波士尼亞與赫塞哥維納货币为可兑换马克，曾经和德国马克保持一比一的汇率。德国马克由欧元所取代后，可兑换马克继续和欧元保持固定的汇率。

## 人口
在波士尼亞與赫塞哥維納境內波什尼亞克人約為50.1%，塞尔维亚人約為30.8%，克罗地亚人約為15.4，其他3.7%。

## 宗教
境內的宗教分布為伊斯兰教（約為50%，主要是波什尼亚克人）、东正教（約為31%，主要是塞尔维亚人）和天主教（約為15%，主要是克罗地亚人），為波士尼亞與赫塞哥維納的三大主要宗教。

## 體育

### 体育名人

#### 足球
- 埃丁·哲科
- 米拉萊姆·皮亞尼奇

#### 其他
- Nikola Kovač，電子競技選手
- Nemanja Kovač，電子競技选手